# Cassinasco
Cassinasco – miejscowość i gmina we Włoszech, w regionie Piemont, w prowincji Asti.
Według danych na styczeń 2009 gminę zamieszkiwało 660 osób przy gęstości zaludnienia 56,4 os./1 km².